# Lamarche (tổng)
Tổng Lamarche là một tổng của Pháp, tọa lạc tại tỉnh Vosges trong vùng Lorraine của Pháp.

## Phân chia hành chính
Tổng Lamarche được chia thành 26 xã:
- Ainvelle
- Blevaincourt
- Châtillon-sur-Saône
- Damblain
- Fouchécourt
- Frain
- Grignoncourt
- Isches
- Lamarche
- Les Thons
- Lironcourt
- Marey
- Martigny-les-Bains
- Mont-lès-Lamarche
- Morizécourt
- Robécourt
- Rocourt
- Romain-aux-Bois
- Rozières-sur-Mouzon
- Saint-Julien
- Senaide
- Serocourt
- Serécourt
- Tignécourt
- Tollaincourt
- Villotte

## Hành chính
| Giai đoạn | Ủy viên          | Đảng | Tư cách |
| --------- | ---------------- | ---- | ------- |
| 2001-2008 | Serge Essermeant | UMP  |         |
| 1994-2001 | Serge Essermeant | DL   |         |
| 1988-1994 | Serge Essermeant | UDF  |         |